# Trata
Trata je nenaseljeni otočić zapadno od otoka Molata. Od obale Molata je udaljen oko 75 metara, a nabliži otok je Kamenjak, oko 150 metara sjeverozapadno.
Površina otoka je 3.435 m2, a visina oko 5 metara.